# Чемпионат мира по пауэрлифтингу 2015
Чемпионат мира по пауэрлифтингу 2015 прошёл с 9 по 14 ноября 2015 года в Хамме - районе Люксембурга. В соревнованиях приняли участие 120 спортсменов-мужчин и 76 атлеток-женщин.

## Призёры

### Мужчины
| Дисциплина   | Золото                      | Золото | Серебро                             | Серебро | Бронза                            | Бронза |
| ------------ | --------------------------- | ------ | ----------------------------------- | ------- | --------------------------------- | ------ |
| до 59 кг     | Сергей Федосиенко · Россия  | 745    | Франклин Леон · Эквадор             | 682.5   | Чун Линь Ван · Китай              | 655    |
| до 66 кг     | Константин Данилов · Россия | 795    | Сергей Гладких · Россия             | 782.5   | Се Цун Тин · Китайская Республика | 752.5  |
| до 74 кг     | Ярослав Олех · Польша       | 882.5  | Сергей Гайшинец · Россия            | 865     | Николай Баранник · Украина        | 832.5  |
| до 83 кг     | Андрей Наниев · Украина     | 940    | Владимир Рысев · Украина            | 937.5   | Алексей Сорокин · Россия          | 922.5  |
| до 93 кг     | Сергей Белый · Украина      | 1022.5 | Дмитрий Инзаркин · Россия           | 1017.5  | Михаил Буланый · Украина          | 972.5  |
| до 105 кг    | Дмитрий Семененко · Украина | 1022.5 | Стиан Вальгермо-Маллевик · Норвегия | 1017.5  | Софиан Белькесье · Франция        | 972.5  |
| до 120 кг    | Алексей Бычков · Украина    | 1095   | Орхан Биликан · Бельгия             | 1077.5  | Нурлан Ешмаханов · Казахстан      | 1070   |
| свыше 120 кг | Андрей Коновалов · Россия   | 1177.5 | Блейн Самнер · США                  | 1165    | Йозеф Каппелино · США             | 1147.5 |

### Женщины
| Дисциплина  | Золото                       | Золото | Серебро                                | Серебро | Бронза                            | Бронза |
| ----------- | ---------------------------- | ------ | -------------------------------------- | ------- | --------------------------------- | ------ |
| до 47 кг    | Юкако Фукусима · Япония      | 484    | Мария-Луиза Ванкес-Сигуе · Пуэрто-Рико | 442.5   | Илька Швенгль-Фортхубер · Австрия | 395    |
| до 52 кг    | Наталья Сальникова · Россия  | 525    | Анастасия Деревянко · Украина          | 497.5   | Екатерина Клименко · Украина      | 495    |
| до 57 кг    | Сри Хантани · Индонезия      | 537.5  | У Хуй Чун · Китайская Республика       | 530     | Инна Филимонова · Россия          | 517.5  |
| до 63 кг    | Лариса Соловьёва · Украина   | 617.5  | Мария Дубенская · Россия               | 584     | Новиана Сари · Индонезия          | 570    |
| до 72 кг    | Присцилла Рибик · США        | 622.5  | Роза-Ана Костелайн · Бразилия          | 620     | Марте Эльварум · Норвегия         | 595    |
| до 84 кг    | Валерия Тимощук · Россия     | 645.5  | Лиан Блин · США                        | 640.5   | Евгения Тишакова · Украина        | 607.5  |
| свыше 84 кг | Ольга Гемалетдинова · Россия | 705    | Елена Кучеренко · Россия               | 655     | Инна Оробец · Украина             | 655    |